# Bukit Peninjauan II
Bukit Peninjauan II is een bestuurslaag in het regentschap Seluma van de provincie Bengkulu, Indonesië. Bukit Peninjauan II telt 1609 inwoners (volkstelling 2010).